# Kappekeri, Aurad
Kappekeri là một làng thuộc tehsil Aurad, huyện Bidar, bang Karnataka, Ấn Độ.